# Аед
Аед (грч. ἀοιδός, aoidos — певач, бард), певач и песник код старих Грка у дохомеровском периоду.
Начин живота аеда био је јако сличан животу наших гуслара.
Аеди су сами састављали песме, које су као и наши народни певачи и гуслари, певали претежно по дворовима великаша. Били су путујући певачи, и песници, и често су их позивали да забављају госте на светковинама и гозбама.
Уз пратњу форминге, китаре и лире, аеди су певали песме о боговима, херојским подвизима, али опевавали и сопствене доживљаје. Тако су усменим путем преносили народно предање. Сем својих песама, певали су и песме које су чули од других.
За Херодота аед представља „најбољег у људској врсти” (Историја, I, 24).